# Sorbitol-MacConkey agar
Sorbitol MacConkey agar là một biến thể của agar MacConkey truyền thống được sử dụng trong việc phát hiện E. coli O157: H7. Theo truyền thống, MacConkey agar đã được sử dụng để phân biệt những vi khuẩn lên men lactose với những vi khuẩn không lên men. Điều này rất quan trọng vì các vi khuẩn đường ruột, như Escherichia coli, thường có thể lên men lactose, trong khi các mầm bệnh đường ruột quan trọng, như Salmonella enterica và hầu hết các shigellas không thể lên men lactose. Shigella sonnei có thể lên men lactose, nhưng chỉ sau khi ủ kéo dài, vì vậy nó được gọi là lên men lactose muộn.
Trong quá trình lên men của đường, axit được hình thành và độ pH của môi trường giảm xuống, làm thay đổi màu sắc của chất chỉ thị pH. Các công thức khác nhau sử dụng các chỉ số khác nhau; màu đỏ trung tính thường được sử dụng. Ví dụ, các chất lên men lactose có màu đỏ đậm khi sử dụng chỉ số pH này. Những vi khuẩn không thể lên men lactose, thường được gọi là vi khuẩn không lên men non-lactose, hoặc NLFs ngắn gọn, sử dụng peptone trong môi trường. Điều này giải phóng amonia, làm tăng độ pH của môi trường. Mặc dù một số tác giả đề cập đến NLF không có màu, nhưng thực tế chúng biến màu đỏ trung tính thành màu buffish.
E. coli O157: H7 khác với hầu hết các chủng E. coli khác là không thể lên men sorbitol. Trong sorbitol MacConkey agar, lactose được thay thế bằng sorbitol. Các chủng không gây bệnh của E. coli lên men sorbitol để tạo ra axit: E. coli gây bệnh không thể lên men sorbitol, vì vậy chủng này sử dụng peptone để phát triển. Điều này làm tăng độ pH của môi trường, cho phép phân biệt chủng gây bệnh với các chủng E.coli không gây bệnh khác thông qua hoạt động của chất chỉ thị pH trong môi trường.